# Гашеньова
Гашеньо́ва (рос. Гашенёва) — присілок у складі Каменського міського округу Свердловської області.
Населення — 23 особи (2010, 36 у 2002).
Національний склад станом на 2002 рік: росіяни — 94 %.